# Sender Monte Parapanda
Der Sender Monte Parapanda befindet sich westlich von Íllora und versorgt die Stadt Granada mit Radio- und Fernsehsignalen.

## Programme

### UKW
| Freq (MHz) | Programm          | ERP (kW) | Sendediagramm rund (ND)/ gerichtet (D) | Polarisation horizontal (H)/ vertikal (V) |
| ---------- | ----------------- | -------- | -------------------------------------- | ----------------------------------------- |
| 91,10      | RNE Radio Clásica | 60       | ND                                     | H                                         |
| 93,20      | SER               | 1        | D                                      | V                                         |
| 93,90      | RNE Radio 3       | 60       | ND                                     | H                                         |
| 94,80      | Cadena Luna       | 1        | D                                      | H                                         |
| 95,10      | Mega Hit          | 0,1      | D                                      | H                                         |
| 100,10     | Decada FM         | 1        | D                                      | H                                         |
| 100,40     | Los 40            | 1,2      | ND                                     | H                                         |
| 103,00     | RNE Radio 1       | 60       | ND                                     | H                                         |
| 103,60     | Energy FM         | 1        | D                                      | V                                         |
| 103,80     | Boom FM           | 0,3      | D                                      | H                                         |
| 104,40     | Radio Magica      | 2        | D                                      | H                                         |
| 105,50     | Radio Cristiana   | 0,05     | ND                                     | H                                         |
| 107,10     | Radio Magica      | 0,1      | ND                                     | H                                         |

### DVB-T
| Kanal | Frequenz (MHz) | Programme | ERP (kW) | Polarisation horizontal (H)/ vertikal (V) |
| ----- | -------------- | --- | -------- | ----------------------------------------- |
| 22    | 482            | RGE1 Andalucía - La 1 - La 1 HD - La 2 - La 2 HD - 24h - Clan | 10       | H                                         |
| 25    | 506            | MPE3 - Telecinco - Telecinco HD - Cuatro - Cuatro HD - FDF - Divinity | 5        | H                                         |
| 26    | 514            | MPE4 - Boing - Energy - Mega - TRECE - Onda Zero (Radio) - Europa FM (Radio) - Melodia FM (Radio) - COPE (Radio) - Rock FM (Radio)                                                                                       | 5        | H                                         |
| 29    | 538            | MPE1 - GOL - DMAX - Disney Channel - Paramount Network - Cadena 100 (Radio) - Radio Maria (Radio) - Radio Marca (Radio) - Vaughan Radio (Radio)                                                                          | 5        | H                                         |
| 30    | 546            | MAUT Andalucía - Canal Sur - Canal Sur 2 - Canal Sur HD - Andalucía TV - BOM Cine - Canal Sur Radio (Radio) - Flamenco Radio (Radio) - Canal Fiesta (Radio) - Andalucía Información (Radio) - Radio 4G Nostalgia (Radio) | 5        | H                                         |
| 33    | 570            | RGE2 - tdp - tdp HD - Clan - Clan HD - DKISS - Ten - RNE Clásica (Radio) - RNE Radio 3 (Radio) - RNE Exterior (Radio) - Kiss FM (Radio) - HIT FM (Radio) - esRadio (Radio) - SER (Radio) - Los 40 (Radio) - Dial (Radio) | 6,3      | H                                         |
| 41    | 634            | MPE2 - Antena 3 - Antena 3 HD - laSexta - laSexta HD - neox - NOVA | 5        | H                                         |
| 43    | 650            | TL03GR - TG7 - Siete - TG7 Radio (Radio) | 1        | H                                         |
| 47    | 682            | MPE5 - Atreseries HD - BeMad TV HD - Real Madrid TV HD - Ten - SER (Radio) - Los 40 (Radio) - Dial (Radio) | 5        | H                                         |